# Strumigenys ahares
Strumigenys ahares  (лат.) — вид мелких земляных муравьёв из подсемейства мирмицины (Myrmicinae). Юго-Восточная Азия (Индонезия, Суматра).
Мелкие муравьи (около 2 мм) с сердцевидной головой, расширенной кзади. Длина головы HL 0,64 мм, ширина головы HW 0,52 мм (мандибулярный индекс MI 48). Головной дорзум с 4-6 отстоящими волосками у затылочного края. Обладают длинными жвалами с двумя апикальными шиповидными зубцами. Основная окраска тела коричневая. Усики 6-члениковые.
Нижнечелюстные щупики 1-члениковые, нижнегубные щупики состоят из 1 сегмента (формула 1,1). Сходен с представителями видового комплекса S. signeae-complex.
Стебелёк между грудкой и брюшком состоит из двух члеников: петиолюса и постпетиолюса (последний четко отделен от брюшка), жало развито, куколки голые (без кокона). Предположительно, как и другие виды рода, специализированные охотники на коллембол. Вид был впервые описан в 2000 году английским мирмекологом Барри Болтоном (Лондон, Великобритания).